# Parque nacional Yaxhá-Nakum-Naranjo
El Parque nacional Yaxhá-Nakum-Naranjo también llamado (Triángulo Cultural Yaxhá-Nakum-Naranjo) es un espacio protegido con estatus de parque nacional de Guatemala. Fue declarado como tal en el año 2003, ocupando un área de 371,6 kilómetros cuadrados, formando parte de la Reserva de la biosfera maya. Incluye humedales, bosques, ríos y lagunas. Ha sido catalogado como sitio Ramsar por su importancia de humedales desde 2005, cuenta con varios sistemas de humedales, numerosas especies de ecosistemas de bosque alto y de humedales, así como especies endémicas y en peligro de extinción. Así mismo cuenta con importantes vestigios arqueológicos de la civilización maya, incluyendo los tres sitios mayores que le dan el nombre al parque; en total el área ha presenciado ocupación humana casi continua desde hace 5000 años.

## Descripción general
El parque nacional Yaxhá-Nakum-Naranjo es un área en donde se conjugan bellezas naturales y culturales. Contiene varios tipos de bosque característicos del departamento de Petén, combina áreas de bosque alto con áreas inundadas de bosques bajos. Hay en el parque varios sistemas acuáticos, entre ellos ríos permanetes como el río Holmul y el río Ixtinco, varios ríos intermitentes como el Yaxhá, aguadas naturales como la Poza Maya y al sur cuenta con un sistema de 5 lagunas y lagunetas Yaxhá, Sacnab, Juleque, Lancajá y Champoxté, siendo la Laguna de Yaxhá la más grande.
Desde el punto de vista natural el tener un sistema de humedal le da a este parque una riqueza muy alta en cuanto a especies de fauna y flora. En estos ecosistemas se conjugan especies de bosques altos con especies de humedales y representan un área importante de paso para aves migratorias. Así mismo, habitan en las lagunas de Yaxhá y Sacnab poblaciones importantes de varias especies de animales considerados en peligro en la Lista Roja de Fauna de Guatemala, en los Apéndices de CITES y/o en la Lista Roja de la IUCN, como el cocodrilo de Moreleti (Crocodylus moreletti), el pez blanco (Petenia splendida), la tortuga blanca (Dermatemys mawi), la danta o tapir (Tapirus bairdii), el jaguar (Felis onca), el oso hormiguero (Tamandua mexicana), el Huitzizil o cabrito (Mazama americana), el mono araña (Ateles geoffroyi), monos aulladores (Alouatta pigra), el puma (Puma concolor), el coche de monte (Tayassu tajacu) y el venado cola blanca (Odocoileus virginianus).
Es importante mencionar que en el área existen poblaciones reproductivas confirmadas de todos los mamíferos indicados, además del tigrillo (Leopardus weidii). De la danta o tapir en especial se debe señalar que es uno de los pocos lugares en toda la República en donde se confirma su reproducción. Toda la zona norte de Petén presenta por su origen cárstico formaciones que permiten el desarrollo de comunidades importantes de murciélagos de las especies Carollia sp.,  Saccopteryx bilineata,  Pteronotus davyi, Dermanura azteca, Ärtibeus jamaicensis, A. lituratus, A. phaeotis, Sturnira lilium y Eptesicus fuscus. Los murciélagos que en términos de diversidad representan junto con los roedores alrededor del 30% de todas las especies de mamíferos presentes. Se presume que el parque es una zona importante para la conservación de varias especies de estos mamíferos en cuevas, gracias a las pocas presiones existentes.

## Importancia cultural

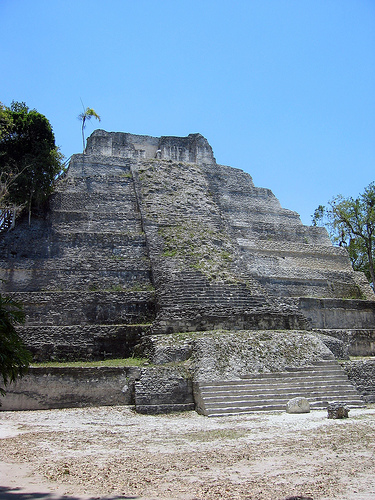
Templo Yaxhá.

El área del parque no coincide con un área cultural distintiva, es decir, las antiguas ciudades del área no formaban parte de una misma entidad política o reino. Sin embargo, es claro que todas esas poblaciones estuvieron estrechamente relacionadas a lo largo de su historia. A veces en términos amigables y otras de modo conflictivo. Hacia el Clásico Tardío, que es la época de la que se conoce más de la historia local, gracias a la abundancia de textos jeroglíficos, se sabe que esas poblaciones se encontraban en terreno fronterizo entre las zonas políticamente disputadas por Tikal y los aliados de Calakmul, por lo que los conflictos y alianzas políticas cambiantes son temas conocidos.
Yaxhá, una ciudad maya construida a la orilla del lago con el mismo nombre es el sitio más grande en la zona. Entre 1994 y 2008, una multitud de edificios importantes se restauró aquí. Tiene una gran variedad de templos, palacios, lugares para juegos de pelota y observatorios restaurados y desde la parte superior del Templo 216 se puede obtener una vista sobre todo el sitio, la selva y el lago.
En 1997, el trabajo se amplió al sitio de Nakum. Este sitio, a 18 km al norte de Yaxhá, es un oasis Maya en el denso bosque tropical. Además es el sitio con el mayor número de edificios restaurados después de Tikal. La arquitectura muestra una fuerte influencia de Tikal, como las pirámides son templos que llevan muy empinadas y cresterías.
A medida que el trabajo arqueológico y la restauración en Topoxte, Yaxhá y Nakum casi se han terminado, en enero de 2009 la mayoría de los trabajadores han sido trasladados a Naranjo. Este sitio va a ser el centro de investigación en el futuro para encontrar nueva información sobre el patrimonio cultural de los mayas y para preparar otro lugar importante para el turismo.